# Versus de Verona
Versus de Verona, of in het Nederlands Verzen over Verona, is een gedicht in het Latijn geschreven in de jaren 795-805. Het gedicht dateert van na de overwinning tegen de Avaren door koning Pepijn van Italië in de jaren 795-796.
Het gedicht dateert van de Karolingische renaissance. De dichter is onbekend gebleven ondanks bronnenonderzoek over geestelijken die in die tijd werkten in Verona. Het gedicht bestaat uit 33 strofen afgesloten door een geïsoleerd vers. De metriek is deze van gedichten in Milaan in die tijd en wordt als Rhythmus Pipinianus of Pepijns ritme benoemd.
Inhoudelijk gaat het om een ode aan Verona, de nieuwe hoofdstad van koning Pepijn van Italië. De kathedraal Maria Matricolare van Verona wordt bezongen, alsook de recent opgerichte basiliek San Zeno buiten de stadsmuren. Ook de 48 torens van de stadswallen, haar centraal marktplein en bruggen komen voor in het gedicht. Alle heiligen van wie relikwieën in de stad vereerd worden, krijgen een vermelding. Op het einde van het gedicht staat er een lofbetuiging aan koning Pepijn, die welvaart en wijsheid bracht naar Verona.

## Tekst
- Terug te vinden in Wikisource.